# The Brand of Satan
The Brand of Satan er en amerikansk stumfilm fra 1917 af George Archainbaud.

## Medvirkende
- Montagu Love som Jacques Cordet.
- Gerda Holmes som Christine.
- Evelyn Greeley som Natalia.
- Al Hart som Manuel Le Grange.
- Nat C. Gross som Francois Villier.